# هدیش بیگدلی شاملو
هدیش بیگدلی شاملو هنرمند و طراح جلوه‌های مجازی سینما و تلویزیون بود.

## زندگی‌نامه
وی در سال ۱۳۵۳ به دنیا آمد. او در بیست و هشتمین جشنواره بین‌المللی فیلم فجر سیمرغ بلورین بهترین جلوه‌های مجازی را برای فیلم سینمایی «هفت دقیقه تا پاییز» دریافت کرده بود.
همچنین او طراح جلوه‌های مجازی فیلم‌های سینمایی «انتهای خیابان هشتم»، «اخلاقتو خوب کن»، «خیابان‌های آرام» و سریال «نردبام آسمان» بود.
وی ظهر روز ۱۵ بهمن ۱۳۹۰ پس از سالها مبارزه با سرطان، در سن ۳۷ سالگی درگذشت.
وی در قطعه هنرمندان بهشت زهرا، در قطعه 88 / ردیف 145 / شماره 31 به خاک سپرده شده است.

## دستیار اول کارگردان
- ۱ - هفت و پنج دقیقه (۱۳۸۷)

## برنامه‌ریز
- ۱ - هفت و پنج دقیقه (۱۳۸۷)

## جلوه‌های ویژه رایانه ای
- ۱ - اخلاقتو خوب کن (۱۳۸۹)
- ۲ - هفت دقیقه تا پاییز (۱۳۸۸)

## جلوه‌های ویژه
- ۱ - خیابان‌های آرام (۱۳۸۹)
- ۲ - ناسپاس (۱۳۸۸)